# Белуга
Белугата (Delphinapterus leucas) е вид едър морски бозайник от семейство Monodontidae, единствен представител на род Белуги (Delphinapterus).
Разпространени са в полярните и субполярни води на Северния ледовит океан. Имат характерен бял цвят и други адаптации за живот в арктическите морета, като липсата на гръбна перка. Белугите се отличават значително от повечето други китове, като единственият друг съвременен вид в тяхното семейство е нарвалът (Monodon monoceros). Мъжките достигат 6 m дължина и 1600 kg маса, а женските 5 m и тегло 1000 kg.
Белугите са по-бавни плувци, отколкото другите зъбати китове, такива като косатката и обикновения делфин-афала, тъй като те не са толкова хидродинамични и имат ограничено движение на опашните плавници, които създават най-голяма тяга. Те най-често плуват със скорост 3 – 9 km/h, но са способни да поддържат скорост от 22 km/h в течение на 15 минути. За разлика от повечето китообразни, те могат да плуват в обратно направление. Белугите плуват на повърхността между 5% и 10% от времето, докато през останалото време плуват на дълбочина, колкото да покрие телата им. Те не изскачат от водата, както делфините или косатките.